# سن-بنوا، ان
سن-بنوا، ان (به فرانسوی: Saint-Benoît) یک کمون و در فرانسه است که در Canton of Lhuis واقع شده‌است.

## خصوصیات
سن-بنوا ۲۱٫۶۵ کیلومترمربع مساحت و ۷۳۶ نفر جمعیت دارد و ۲۰۶ متر بالاتر از سطح دریا واقع شده‌است.